# مركز نانجينغ الأولمبي الرياضي
مركز نانجينغ الأولمبي الرياضي هو ملعب كرة قدم متعدد الأغراض يستضيف مسابقات ألعاب القوى، يقع في نانجينغ، الصين، يتسع لجلوس 61,443 متفرج. بدأ بناؤه في 28 يناير 2002 وافتتح في 1 مايو 2005.

## أهم الأحداث التي استضافها
- الألعاب الأولمبية الصيفية للشباب 2014
- الألعاب الوطنية الصينية

## روابط خارجية
- الموقع الرسمي
- صور الملعب على World of Stadiums
- صورة الملعب نسخة محفوظة 13 أبريل 2015 على موقع واي باك مشين.